# Zgromadzenie Narodowe (Senegal)
Zgromadzenie Narodowe (fr. Assemblée nationale) – izba niższa parlamentu Senegalu. Składa się ze 150 członków wybieranych na pięcioletnią kadencję. W wyborach stosuje się ordynację mieszaną. Czynne prawo wyborcze przysługuje obywatelom Senegalu mającym ukończone 18 lat. Kandydaci muszą mieć co najmniej 25 lat i uregulowany stosunek do służby wojskowej. Obywatele naturalizowani mogą startować w wyborach po upływie 10 lat od swojej naturalizacji. 

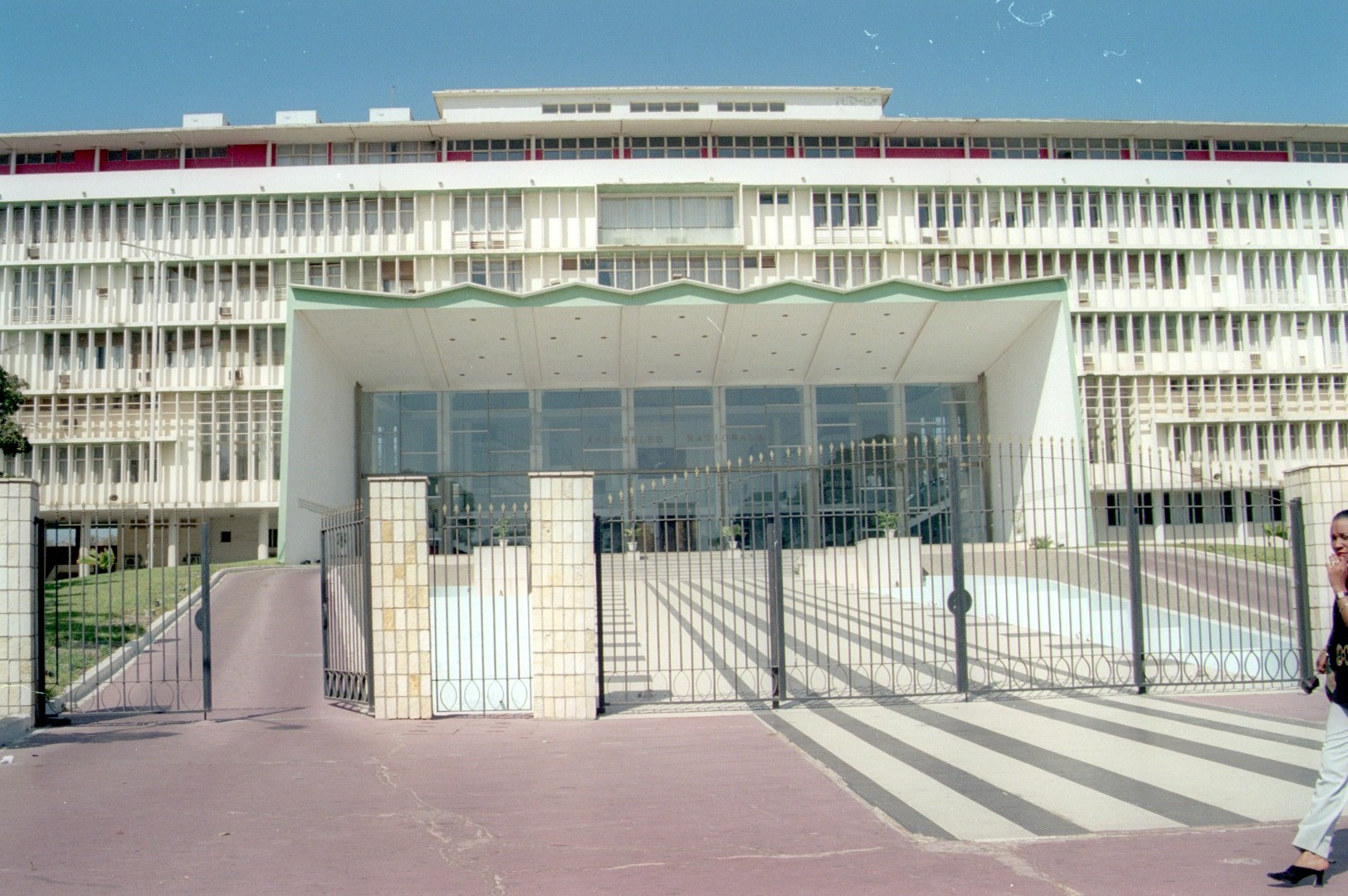
Gmach Zgromadzenia Narodowego w Dakarze